# 牛津高阶英语词典

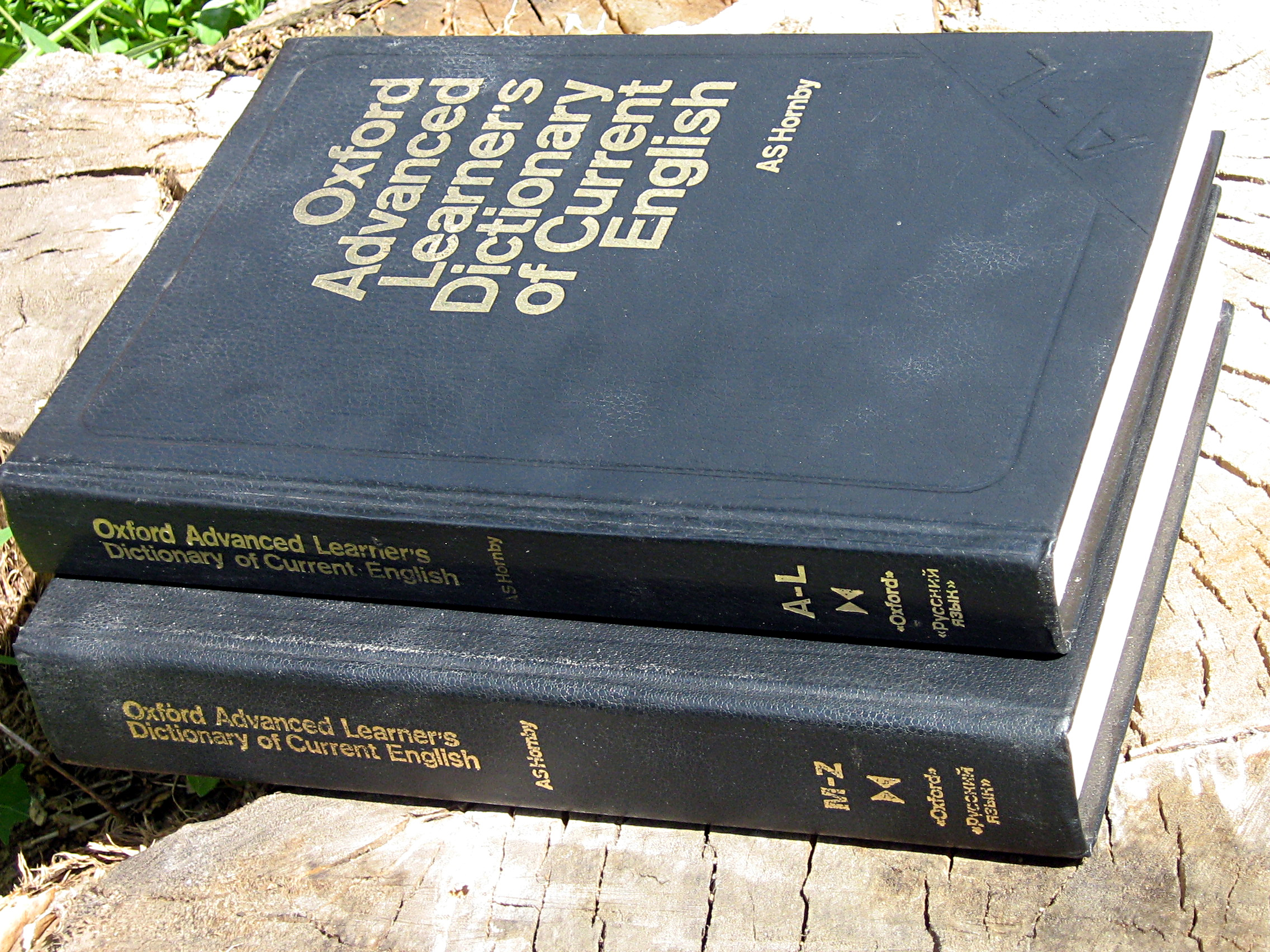
牛津高阶当代英语词典

牛津高阶英语词典（英語：Oxford Advanced Learner's Dictionary，简称OALD），第一版出版于1948年，是最先出版的高阶英语学习者词典，是牛津大学出版社针对非英语母语使用者编写的内容最丰富的词典。

## 版本
最新的版本是第十版，有平装版、精装版和手机app。
- 第一版出版于1948年（印次：12）
- 第二版出版于1963年（印次：19）
- 第三版出版于1974年（印次：28）
- 第四版出版于1989年（印次：50）
- 第五版出版于1995年（印次：65）
- 第六版出版于2000年（印次：117）
- 第七版出版于2005年
- 第八版出版于2010年
- 第九版出版于2014年
- 第十版出版于2020年

## 双解版
牛津高阶英汉双解词典在英语解释上附上中文翻译，以便读者对照翻译，目前有第四版、第六版、第七版、第八版、第九版和第十版。